# Bruno Schulz (Mediziner)
Bruno Schulz (* 20. Juni 1890 in Braunschweig; † 7. Februar 1958 in München) war ein deutscher Erbbiologe und Psychiater.

## Leben und Wirken
Der Sohn eines Gärtners absolvierte sein Studium überwiegend an der Universität Jena. Es folgte eine vierjährige Assistenzzeit als Psychiater an den Heilanstalten in Berlin-Buch und an der Nervenklinik der Universität Jena. Am Ersten Weltkrieg nahm er zuletzt als Oberarzt der Reserve teil und geriet im Oktober 1918 in französische Kriegsgefangenschaft.
Seit Oktober 1924 war er in München unter Emil Kraepelin († 1926) am Kaiser-Wilhelm-Institut für Psychiatrie tätig. In der von Kraepelin und Ernst Rüdin gegründeten Genealogisch-Demographischen Abteilung arbeitete er experimental-psychologisch unter anderem über Probleme der Zeitschätzung. Er leitete die Abteilung von 1925 bis 1928 stellvertretend für den in Basel tätigen Rüdin. 1936 erschien sein international beachtetes Werk Methodik der medizinischen Erbforschung unter besonderer Berücksichtigung der Psychiatrie, in dem er die Sterilisierungspolitik im Nationalsozialismus implizit infrage stellte. Von 1945 bis zu seinem Tode 1958 leitete er dieselbe Abteilung erneut. Am 25. September 1954 wurde Schulz außerplanmäßiger Professor der Münchener Medizinischen Fakultät. Sein Spezialgebiet war die statistische Datenverarbeitung bei der empirischen Erbprognose, vor allem bei Epileptikern.

## Werke (Auswahl)
- Zum Problem der Erbprognose-Bestimmung. In: Zeitschrift für die gesamte Neurologie und Psychiatrie. 1926, Band 102, S. 1–37.
- Methodik der medizinischen Erbforschung unter besonderer Berücksichtigung der Psychiatrie. Leipzig 1936.
- gemeinsam mit Adele Juda: Höchstbegabung: Ihre Erbverhältnisse sowie ihre Beziehungen zu psychischen Anomalien. München, Berlin 1953.
- Zur Frage der Erblichkeit der Schizophrenie. In: Acta genet. 1956/1957, Band 6, S. 50–59.